# Björksjön (Möklinta socken, Västmanland)
Björksjön är en sjö i Sala kommun i Västmanland och ingår i Dalälvens huvudavrinningsområde.